# Cantone di Gravona-Prunelli
Il Cantone di Gravona-Prunelli è una divisione amministrativa del dipartimento della Corsica del Sud, compreso nell'Arrondissement di Ajaccio.
È stato creato a seguito della riforma approvata con decreto del 24 febbraio 2014, che ha avuto attuazione dopo le elezioni dipartimentali del 2015, e comprende 15 comuni:
- Afa
- Appietto
- Bastelica
- Bocognano
- Carbuccia
- Cuttoli-Corticchiato
- Ocana
- Peri
- Sarrola-Carcopino
- Tavaco
- Tavera
- Tolla
- Ucciani
- Valle di Mezzana
- Vero